# Abyssocomitas
Abyssocomitas is een geslacht van weekdieren uit de klasse van de Gastropoda (slakken).

## Soort
- Abyssocomitas kurilokamchatica Sysoev & Kantor, 1986